# Округ Сент Франсис (Арканзас)
Округ Сент Франсис (енгл. St. Francis County) је округ у америчкој савезној држави Арканзас. По попису из 2010. године број становника је 28.258. Седиште округа је град Форест Сити.

## Демографија
Према попису становништва из 2010. у округу је живело 28.258 становника, што је 1.071 (3,7%) становника мање него 2000. године.
| Група             | 2000.          | 2010.          |
| Белци             | 13.224 (45,1%) | 11.973 (42,4%) |
| Афроамериканци    | 14.375 (49,0%) | 14.667 (51,9%) |
| Азијати           | 165 (0,6%)     | 136 (0,5%)     |
| Хиспаноамериканци | 1.431 (4,9%)   | 1.149 (4,1%)   |
| Укупно            | 29.329         | 28.258         |